# The Wubbulous World of Dr. Seuss
The Wubbulous World of Dr. Seuss est une série télévisée américaine en direct / marionnette basée sur des personnages créés par Dr. Seuss, produite par The Jim Henson Company. Il a été diffusé du 13 octobre 1996 au 28 décembre 1998 sur Nickelodeon.

## Récompenses
Nommée aux Daytime Emmy Awards.